# چرنفا
چِرِن‌فا (به مجاری:  Cserénfa) یک منطقهٔ مسکونی در مجارستان است که در ناحیه کاپوشوار واقع شده‌است. چرن‌فا ۱۷٫۷۵ کیلومتر مربع مساحت و ۱۹۸ نفر جمعیت دارد.